# Реннеллский жестовый язык
Реннеллский жестовый язык — мёртвый жестовый язык, ранее распространённый на острове Реннелл. Язык был создан приблизительно в 1915 году глухим деревенским жителем Кагобаем. Использовался и глухими, и слышащими жителями (как альтернативный вариант беззвучного общения).

## Классификация
Уиттманн (1991) определяет реннеллский жестовый язык как изолированный праязык («прототип» полноценного жестового языка), хотя и возникший, вероятно, через диффузионизм из какого-то иного языка жестов.